# داغ‌لی‌جا (کوزان)
داغ‌لی‌جا (به ترکی استانبولی: Dağlıca) یک منطقهٔ مسکونی در ترکیه است که در قوزان (ترکیه) واقع شده‌است.